# (2822) Sacajawea
(2822) Sacajawea ist ein Asteroid des Hauptgürtels, der am 14. März 1980 vom US-amerikanischen Astronomen Edward L. G. Bowell an der Anderson Mesa Station (IAU-Code 688) des Lowell-Observatoriums in Coconino County entdeckt wurde.
Der Asteroid wurde nach der Shoshone-Indianerin Sacajawea (1788–1812) benannt, die der Lewis-und-Clark-Expedition als Dolmetscherin und Kundschafterin wertvolle Dienste leistete.